# ميشيل صن
ميشيل صن (بالإنجليزية: Michelle Sun)‏ (المولودة في 1986) هي مهندسة برمجيات من هونغ كونغ أسّست في عام 2013 أكاديمية الكود الأول لتعليم أطفال هونغ كونغ منذ سن السادسة كيفية ترميز وإنشاء تطبيقات المحمول. يتم تعليم الأطفال في الأكاديمية في فصول دراسية أو في مكاتب الشركة.

## سيرتها الذاتية
أكملت سون، المولودة في هونج كونج، دراستها الثانوية بحصولها على درجة الامتياز في الامتحانات التسعة لشهادة هونج كونج للتعليم. بعد تخرجها بدرجة بالكوريوس الاقتصاد من جامعة شيكاغو، انضمت ميشيل إلى شركة غولدمان ساكس في هونغ كونغ كمحللة أبحاث مالية. التحقت ميشيل في عام 2012 بدورة تدريب لمدة ثلاثة أشهر للتدرُّب على ترميز الكمبيوتر في أكاديمية هاكبرايت المُخصصة للنساء فقط في سان فرانسيسكو. قدّر صن مساعدة كريستيان فيرنانديز، مؤسس مؤسسة Hackbright الذي أعاد وضع الأمور إلى نصابها فيما يهص تعلم الترميز؛ بد أن قررت الالتحاق بالدروة لفشلها في تعلم الترميز من الكتب.
بعد إكمال الدورة بنجاح، عملت صن في العديد من الشركات الناشئة في وادي السليكون، بما في ذلك شركتي بمب تكنولوجي-Bump Technologies وبافر-Buffer حيث كانت أول شركات في القرصنة. بدأت ميشيل أثناء وجودها في سان فرانسيسكو في عطل نهاية الأسبوع بتعليم فتيات المدارس المتوسطة كمتطوعة، مما ألهمها بدء أكاديمية خاصة بها.
عند عودتها إلى هونغ كونغ، أسّست أكاديمية الكود الأول في عام 2013، وبدأت على نطاق صغير كورشة عمل للفتيات فقط. توفر الأكاديمية الآن مجموعة من الدورات لكل من الفتيان والفتيات من سن السادسة إلى الثامنة عشرة. بدءًا من المقدمة أساسية للبرمجة، كما تتضمن الدورات دروسًا حول كيفية إنشاء التطبيقات.
بالإضافة إلى أكاديميتها، نشطت صن في محاولة تحقيق تحسينات في التوازن بين الجنسين، وشاركت في تأسيس منظمة النساء العاملات في مجال الترميز وأصبحت عضوًا في مجلس مؤسسة نساء هونج كونج. تعتقد صن أن منظمة النساء العاملات في مجال الترميز يمكنها المساهمة في دعم المجتمع للمرأة، وتقديم المشورة للنساء. استلهمت صن قيادة مؤسسة سو مي تومبسون من خلال مؤسسة النساء العاملات في مجال الترميز.

## الجوائز
في عام 2015، تم اختيار صن من قِبَل هيئة الإذاعة البريطانية بي بي سي كواحدة من «30 سيدة تحت سن 30 في ريادة الأعمال»، كما تم اختيارها في عام 2016 من قِبَل مجلة فوربس كواحدة من «30 سيدة تحت سن 30 في ريادة الأعمال في آسيا».